# The Presets
The Presets es un dúo australiano de synth pop, formado en 2003 por Julian Hamilton, en las voces y Kimberley Isaac Moyes en batería y teclados.

## Comienzos
Los fundadores de The Presets, Julian Hamilton y Kim Moyes se conocieron en 1995 en el Conservatorio de Música de Sídney, donde ambos estaban estudiando música clásica. Además comparten un interés en la música pop de los años 80 y se convirtieron en miembros de la banda electrónica llamada “Prop” con sede en Sídney, con Jeremy Barnett en marimbas, Hamilton en los teclados, Moyes en percusión, David Symes en el bajo y Jared Underwood en la batería. El grupo lanzó dos álbumes de estudio “Small Craft, Rough Sea” en 2001 and “Cook Cut Damage Destroy” en 2003. Hamilton y Moyes dejan la banda “Prop” cuando remezclan una canción con "tintes más electrónico" bajo el nombre de The Presets.

## Carrera musical
The Presets finalmente se formaría en Sídney en 2003 con Hamilton en la voz, teclados y producción, y Moyes en batería, teclados, programación y producción. La banda grabó un demo, que de hecho llamó la atención de Modular Recordings. Logran editar en el 2003 un EP llamado "Blow Up". En él, colabora Daniel Johns, el líder de Silverchair. Coescribió la canción, "Cookie" y aporto guitarras en "Get The Fuck Outta Here" y "Lets Go!". Consecutivamente, en noviembre de 2004, editan su segundo EP con cinco tracks titulado "Girl and the Sea". La canción homónima obtuvo gran repercusión, ya que fue incluido en uno de los episodios de la serie de televisión estadounidense The O. C.. Fue la canción que precedió al álbum debut “Beams” que publicarían al año siguiente, el 20 de mayo de 2005, siendo su primer sencillo "Are You the One?". En 2005 Kim Moyes produjo el EP llamado "Man With The Gun / CCTV" de la banda australiana The Valentinos también conocida como Lost Valentinos
The Presets gira por el Reino Unido y Estados Unidos durante tres años. Mientras que en el Reino Unido, lanzan como sencillos "Down Down Down" y "I Go Hard, I Go Home" en 2006. Al finalizar la gira, The Presets lanzaron otro sencillo sólo distribuido en el Reino Unido titulado "Truth & Lies". 
A fines de 2007, The Presets lanzó "My People", el primer sencillo de su segundo álbum, Apocalypso, y estuvieron de gira con Daft Punk por Australia en el tour NeverEverLand.
Apocalypso fue lanzado el 12 de abril de 2008 y debutó en el número uno en las Listas musicales de Australia.
En mayo de 2008, fue lanzado su segundo sencillo "This Boy's in Love" también en formato EP, el cual logró ingresar en el top 30 de las listas de Australia y de música dance de los Estados Unidos.
En octubre de 2008, la banda ganó en seis nominaciones en la  ceremonia de 2008 de los premios ARIA: Productores del Año, Mejor Arte de Tapa (realizado por Jonathan Zawada), Mejor video "("My People", dirigido por Kris Moyes), mejor lanzamiento Dance, Mejor Grupo y álbum del año.
Declararon a través de su Facebook y en entrevistas que están trabajando en un tercer álbum de estudio que saldría en el tercer trimestre del 2011 o comienzos del 2012.
El 7 de septiembre de 2012, lanzaron su tercer álbum de estudio Pacifica por el sello Modular Recordings, precedido por sus sencillos "Youth In Trouble" y "Ghosts".
El 1 de junio de 2018, lanzan Hi Viz, su cuarto álbum con los sencillos "Do What You Want", "14U+14Me" y "Martini". Recientemente, el 15 de noviembre de 2019 precisamente, The Presets sacaron un EP junto al DJ australiano Golden Features, llamado "Raka".

## Curiosidades
Will.i.am, líder de Black Eyed Peas, declaró que el tema “My People” sirvió de inspiración para la grabación de su álbum The E.N.D., luego de un viaje por Australia y ver un concierto en directo de The Presets.

## Discografía

### Álbumes de estudio
- 2005: Beams (#67, Disco de Oro)
- 2008: Apocalypso (#1, 3× Platino)
- 2012: Pacifica
- 2018: Hi Viz

### Compilaciones
- 2006: Re-Sets

### EP
- 2004: Blow Up
- 2008: iTunes Live from Sydney
- 2019: Raka (with Golden Features)

### Sencillos
- 2003: "Beat On / Beat Off"
- 2004: "Girl and the Sea"
- 2005: "Are You the One?" AUS #68
- 2006: "Down Down Down"
- 2006: "I Go Hard, I Go Home"
- 2007: "Truth & Lies"
- 2007: "My People" AUS #5 (2× Platino)
- 2008: "This Boy's in Love" AUS #23 (Oro), US Dance Club Play #25
- 2008: "Talk Like That" AUS #11 (Platino)
- 2008: "Yippiyo-Ay" AUS #94
- 2008: "Anywhere"
- 2009: "If I Know You" AUS #57, US Dance Club Play #17
- 2009: "Kicking and Screaming"
- 2012: "Youth In Trouble"
- 2012: "Ghosts"
- 2012: "Promises"
- 2013: "Fall"
- 2014: "Goodbye Future"
- 2014: "No Fun"

### Remixes
- 2004: The Dissociatives – "We're Much Preferred Customers"
- 2005: Midnight Juggernauts – "Devil Within"
- 2005: Paulmac – "It's Not Me, It's You"
- 2006: Cagedbaby – "Hello There"
- 2006: Lenny Kravitz – "Breathe"
- 2007: Howling Bells – "Low Happening"
- 2007: Silverchair – "Straight Lines"
- 2007: Architecture in Helsinki – "Heart It Races"
- 2008: Little Birdy – "Music"
- 2008: Sam Sparro – "Pocket"
- 2010: Sarah Blasko – "Hold on My Heart"
- 2010: Kings of Leon – "Closer"
- 2014: Kylie Minogue – "I Was Gonna Cancel"

## Galardones
- 2008 ARIA Award – Mejor Lanzamiento Dance (Apocalypso)
- 2008 ARIA Award – Mejor banda
- 2008 ARIA Award – Álbum del año (Apocalypso)
- 2008 ARIA Award – Mejor arte de tapa (Apocalypso, realizado por Jonathan Zawada)
- 2008 ARIA Award – Mejor video musical ("My People", dirigido por Kris Moyes)
- 2008 ARIA Award – Productor del año (The Presets; Julian Hamilton & Kim Moyes)
- 2008 GQ Award – Mejor Performance musical del año
- 2008 SMAC Awards – Álbum del año (Apocalypso)
- 2008 J Award – Álbum australiano del año (Apocalypso)
- 2009 APRA Awards – Compositores del año (Kim Moyes and Julian Hamilton)[11]
- 2009 ARIA Award – Mejor Lanzamiento Dance ("Talk Like That")
- 2009 UK Music Video Award – Mejor video musical ("If I Know You", dirigido por Eva Husson)